# José Froilán González
José Froilán González   (Arrecifes, 5 d'octubre de 1922 - Arrecifes, 15 de juny de 2013) va ser un pilot de curses automobilístiques argentí que va arribar a disputar curses de Fórmula 1.

## A la F1
Va debutar a la segona cursa de la història de la Fórmula 1 disputada el 21 de maig del 1950, el GP de Mònaco, que formava part del campionat del món de la temporada 1950 de F1, de la que va disputar només dues curses.
José Froilán Gonzàlez va participar en un total de vint-i-sis curses (amb 2 victòries i 15 podis) puntuables pel campionat de la F1, repartides al llarg de nou temporades a la F1, les que corresponen als anys entre 1950 i 1957 i la temporada 1960.
També va disputar i guanyar nombroses curses no puntuables pel mundial de la F1, entre les quals hi ha les 24 hores de Le Mans de l'any 1954 compartint cotxe amb Maurice Trintignant.

## Resultats a la F1
| Any  | Equip                     | Xassís           | Motor    | 1       | 2       | 3      | 4       | 5       | 6       | 7     | 8      | 9   | 10  | Posició | Punts         |
| 1950 | Scuderia Achille Varzi    | Maserati         | Maserati | GBR     | MON Ret | 500    | SUI     | FRA Ret | BEL     | ITA   |        |     |     | -       | 0             |
| 1951 | José Froilán González     | Talbot-Lago      | Talbot   | SUI Ret | 500     | BEL 3  |         |         |         |       |        |     |     | 3r      | 24 (27)       |
| 1951 | Scuderia Ferrari          | Ferrari          | Ferrari  |         |         |        | FRA 2   | GBR 1   | ALE 3   | ITA 2 | ESP 2  |     |     | 3r      | 24 (27)       |
| 1952 | Officine Alfieri Maserati | Maserati         | Maserati | SUI     | 500     | BEL    | FRA     | GBR     | ALE     | HOL   | ITA 2* |     |     | 9è      | 6.5           |
| 1953 | Officine Alfieri Maserati | Maserati         | Maserati | ARG 3   | 500     | HOL 3* | BEL Ret | FRA 3   | GBR 4   | ALE   | SUI    | ITA |     | 6è      | 13.5 (14.5)   |
| 1954 | Scuderia Ferrari          | Ferrari          | Ferrari  | ARG 3   | 500     | BEL 4  |         | GBR 1   | ALE 2*  | SUI 2 | ITA 3* | ESP |     | 2n      | 25.14 (26.64) |
| 1954 | Scuderia Ferrari          | Ferrari          | Ferrari  |         |         |        | FRA Ret |         |         |       |        |     |     | 2n      | 25.14 (26.64) |
| 1955 | Scuderia Ferrari          | Ferrari          | Ferrari  | ARG 2*  | MON     | 500    | GBR     | BEL     | HOL     | ITA   |        |     |     | 17è     | 2             |
| 1956 | Officine Alfieri Maserati | Maserati         | Maserati | ARG Ret | MON     | 500    | BEL 5   | FRA Ret |         |       |        |     |     | -       | 0             |
| 1956 | Vandervell Products Ltd.  | Vanwall          | Vanwall  |         |         |        |         |         | GBR Ret | ALE   | ITA    |     |     | -       | 0             |
| 1957 | Scuderia Ferrari          | Lancia - Ferrari | Ferrari  | ARG 5*  | MON     | 500    | FRA     | GBR     | ALE     | PES   | ITA    |     |     | 21è     | 1             |
| 1960 | Scuderia Ferrari          | Ferrari          | Ferrari  | ARG 10  | MON     | 500    | HOL     | BEL     | FRA     | USA   | GBR    | POR | ITA | -       | 0             |

(*) Cotxe compartit.

### Resum
| Curses: | Victòries: | Pòdiums: | Poles: | Voltes ràpides: | Punts:        |
| ------- | ---------- | -------- | ------ | --------------- | ------------- |
| 26      | 2          | 15       | 3      | 6               | 72.14 (77.64) |